# Pristiphora laricis
Pristiphora laricis är en stekelart som först beskrevs av Hartig 1837.  Pristiphora laricis ingår i släktet Pristiphora, och familjen bladsteklar. Arten är reproducerande i Sverige.

## Bildgalleri

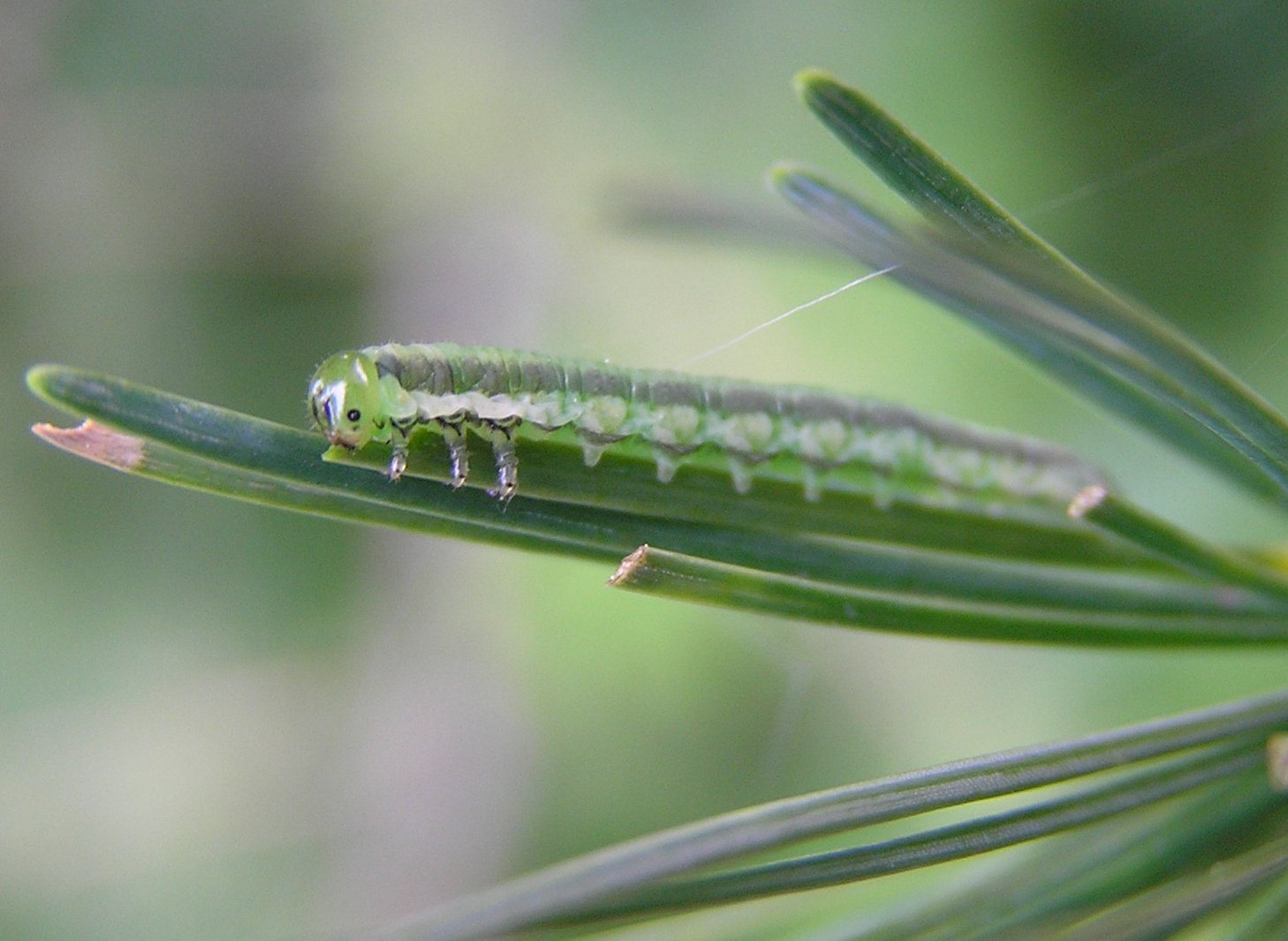